# Bulbophyllum aspersum
Bulbophyllum aspersum är en orkidéart som beskrevs av Johannes Jacobus Smith. Bulbophyllum aspersum ingår i släktet Bulbophyllum och familjen orkidéer. Inga underarter finns listade i Catalogue of Life.